# Inspector Clouseau (film)
Inspector Clouseau is een film uit 1968, de derde in de The Pink Panther-reeks. De film werd geregisseerd door Bud Yorkin, geschreven door Frank en Tom Waldman, met in de hoofdrol Alan Arkin, als vervanger van Peter Sellers. Sellers had geweigerd terug te keren in de rol van Inspector Jacques Clouseau.
De film is de laatste Clouseau-film uit de jaren 60. Pas in 1975 kwam er met The Return of the Pink Panther een vervolg aan de serie. De kleding en bepaalde handelingen van Arkin werden hergebruikt toen Sellers terugkeerde voor de rol. Frank Waldman zou ook weer terugkeren als schrijver voor The Return, The Pink Panther Strikes Again, Revenge of the Pink Panther en Trail of the Pink Panther. Aan deze laatste zou ook Tom Waldman weer meewerken.
Naast de film uit 2006 is dit de enige Pink Pantherfilm zonder Peter Sellers en de regie van Blake Edwards. Beiden werkten rond deze tijd aan de film The Party. The Mirisch Company (distributeur) wilde toch deze film maken, waarna Sellers en Edwards hun deelname weigerden. Toch ging Mirisch door en verving ze door Arkin en Yorkin. Arkin probeerde in zijn rol van Clouseau geen imitatie te maken van Peter Sellers.
Edwards en Sellers keerden terug in 1975 voor een vervolg aan de reeks. Walter Mirisch had de studio toen al een aantal jaar verlaten.

## Samenvatting
Een golf van georganiseerde misdaad treft Europa. Er zijn verdenkingen van een mol binnen Scotland Yard. Daarom roept de Prime Minister van Engeland Clouseau op om de zaak op te lossen. Hij overleeft twee aanslagen op zijn leven, maar wordt later ontvoerd. De bende gebruikt hem om een masker van zijn gezicht te maken. Later gebruiken ze Clouseau-maskers tijdens een serie bankovervallen door heel Europa. Uiteindelijk lost Clouseau de zaak op en ontmaskert de verrader binnen Scotland Yard.

## Rolverdeling
| Acteur           | Personage                         |
| ---------------- | --------------------------------- |
| Alan Arkin       | Jacques Clouseau                  |
| Frank Finlay     | Weaver                            |
| Patrick Cargill  | Charles Braithwaite               |
| Beryl Reid       | Mrs. Weaver                       |
| Barry Foster     | Addison Steele                    |
| Clive Francis    | Clyde Hargreaves / Johnny Rainbow |
| Delia Boccardo   | Lisa Morell                       |
| Richard Pearson  | Shockley                          |
| Michael Ripper   | Stevie Frey                       |
| Susan Engel      | Carmichael                        |
| Wallas Eaton     | Hoeffler                          |
| Tutte Lemkow     | "Frenchie" LeBec                  |
| Katya Wyeth      | Meg                               |
| Tracey Crisp     | Julie                             |
| John Bindon      | "Bull" Parker                     |
| Geoffrey Bayldon | Gutch                             |
| Eric Pohlmann    | Bergesch                          |
| George Pravda    | Wulf                              |
| Anthony Ainley   | LeBec                             |